# Clotiazepam

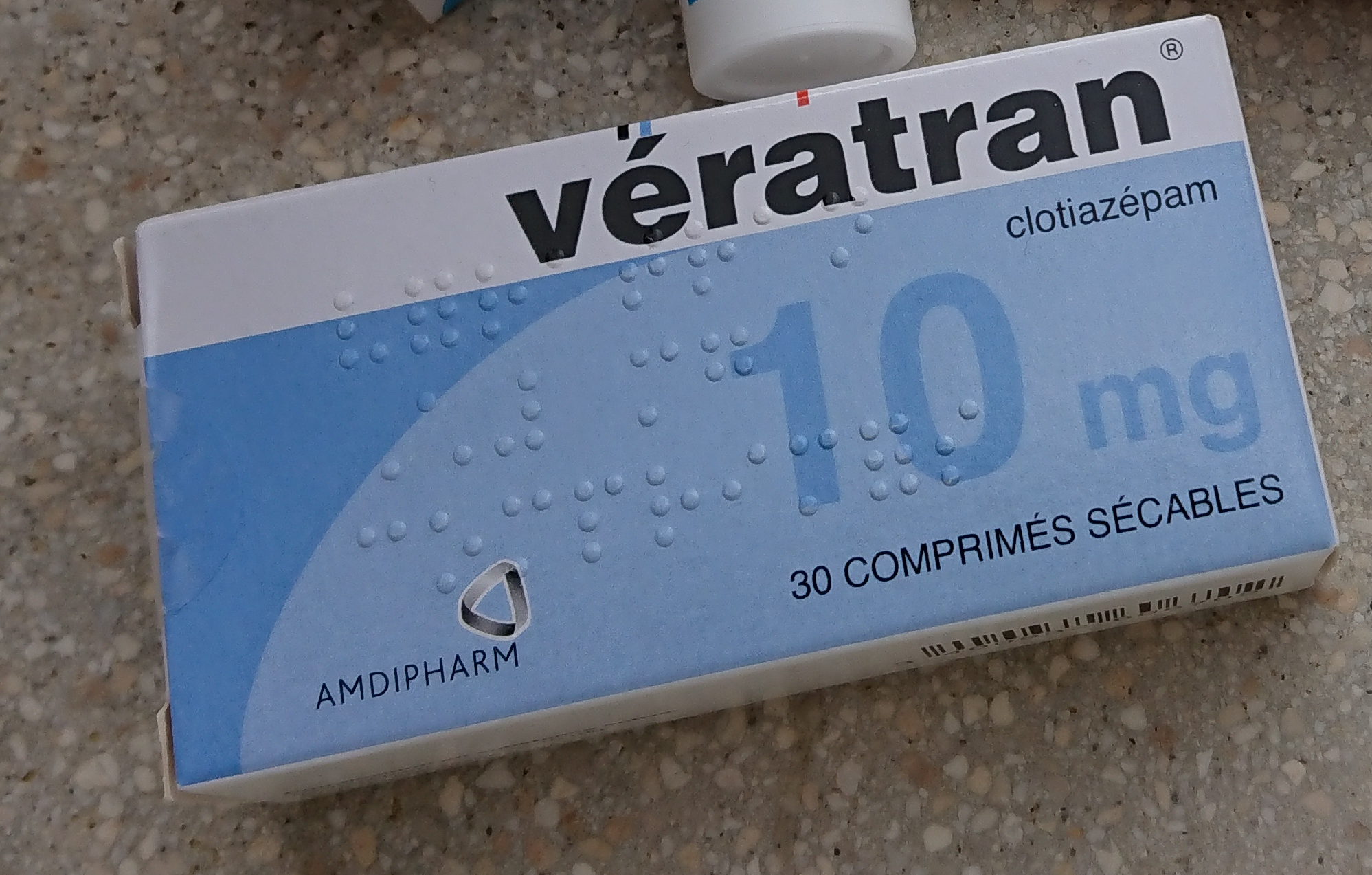
O clotiazepam é vendido em comprimidos na França com o nome comercial Vératran

Clotiazepam é um fármaco da classe das tienodiazepinas que, por sua vez, é composta por análogos das benzodiazepinas. As moléculas do clotiazepam se diferem das benzodiazepinas devido ao fato de o anel de benzeno ter sido substituído por um anel de tiofeno. Possui propriedades ansiolíticas, anticonvulsivantes, sedativas e que promovem o relaxamento muscular. Além disso, o clotiazepam aumenta significativamente o estágio 2 do sono sem movimento rápido dos olhos (NREM).

## Indicações
O clotiazepam demonstrou ser eficaz no controle da ansiedade a curto prazo. Devido a suas propriedades sedativas, o clotiazepam também é usado em pequenas cirurgias na França e no Japão, onde está disponível comercialmente sob as marcas Vératran e Rize, respectivamente.

## Farmacocinética
Foi realizado um estudo cruzado em seis voluntários saudáveis (idade média de 28 anos) usando doses únicas de 5 mg de clotiazepam em gotas, comprimidos e comprimidos sublinguais. As formulações tinham disponibilidade sistêmica semelhante. Quando comparado ao uso dos comprimidos de deglutição, o uso dos sublinguais apresentou um pico de concentração mais baixo e atrasado, enquanto o uso do fármaco em gotas apresentou uma concentração máxima maior com um momento de pico semelhante. Sugere-se o uso de gotas para um efeito inicial mais acentuado e o uso de comprimidos sublinguais quando se deseja facilitar a administração, principalmente em idosos.

## Farmacologia
De maneira semelhante aos benzodiazepínicos, o clotiazepam possui propriedades farmacológicas ansiolíticas, sedativas, hipnóticas, amnésicas, anticonvulsivantes e que promovem o relaxamento muscular. O clotiazepam se liga ao sítio benzodiazepínico do receptor GABAA, onde atua como um agonista; esta ação resulta em um efeito inibidor do GABA aumentado no receptor GABAA, que resulta nos efeitos farmacológicos do clotiazepam.
O clotiazepam tem uma meia-vida biológica curta e é menos propenso ao acúmulo após doses repetidas se comparado com os agentes benzodiazepínicos de ação mais prolongada. É metabolizado por oxidação. O clotiazepam é metabolizado em hidroxi-clotiazepam e desmetil-clotiazepam. Após ingestão oral de uma única dose de 5 mg de clotiazepam por três voluntários saudáveis, o medicamento apresentou rápida absorção. A meia-vida biológica desse fármaco e seus metabólitos variam de 6,5 horas a 18 horas. O clotiazepam está 99% ligado às proteínas plasmáticas. Vale ressaltar que nos homens idosos, a meia-vida biológica é mais longa e nas mulheres idosas, o volume de distribuição da substância é aumentada. Indivíduos com insuficiência hepática apresentam um volume de distribuição reduzido; a insuficiência renal não afeta a cinética do clotiazepam.
Acredita-se que a dose equivalente a 10mg de diazepam esteja entre 5 e 10mg de clotiazepam.

## Efeitos colaterais
Os efeitos colaterais experienciados com este produto foram semelhantes aos de outros benzodiazepínicos como o diazepam. Sonolência e astenia são efeitos colaterais comuns. Há um relato de  caso de hepatite causada pelo clotiazepam.

## Abuso
O clotiazepam é reconhecido como uma droga de uso potencialmente abusivo, podendo causar drogadição.